# Achaius flavobalteatus
Achaius flavobalteatus är en stekelart som beskrevs av Cameron 1903. Achaius flavobalteatus ingår i släktet Achaius och familjen brokparasitsteklar. Inga underarter finns listade i Catalogue of Life.